# Mackediches Records
 Mackediches Records o también conocida como  Mackediches | Universal Music es un sello de música urbana, propiedad de Jesús Miranda y Miguel Ignacio Mendoza, mejor conocidos como Chino & Nacho respectivamente y Universal Music Group la cual fue creada en una unión con la gran compañía de música Universal Music. La discográfica se ha asociado en gran medida con la música Urbana, pero en los últimos años, han firmado también artistas no-urbanos como Marilanne y El Quinto Piso.

## Artistas Afiliados
| Artista          | Años Activo   | Género/Estilo                              |
| ---------------- | ------------- | ------------------------------------------ |
| Chino y Nacho    | 2004—presente | Música Caribeña, Reguetón, Balada          |
| El Potro Álvarez | 2010—presente | Música Caribeña, Reguetón, Balada          |
| Gustavo & Rein   | 2012—presente | Música Caribeña, Reguetón, Balada, Hip-Hop |
| Eduardo Semman   | 2017-presente | Música tropical, Reguetón, Pop Latino      |

### Disqueras Afiliadas
- Universal Music Group
- Universal Music Latino
- Machete Music